# Ганс Зіглінг
Ганс Зіглінг (нім. Hans Siegling; 24 лютого 1912, Графенвер — після 1975) — німецький офіцер, оберштурмбаннфюрер СС і оберст-лейтенант охоронної поліції (14 серпня 1944). Кавалер Німецького хреста в золоті.

## Біографія
Син шкільного керівника Вільгельма Зіглінга. 1 березня 1930 року вступив у НСДАП (партійний квиток №3 279 337) і СА. 30 вересня 1930 року покинув СА. В липні 1932 року поступив на службу в охоронну поліцію. В 1940 році вступив у СС (посвідчення №450 683).
Під час Другої світової війни служив в 7-му піхотному полку. У вересні-листопаді 1941 року брав участь в антипартизанських операціях в Греції.З 10 листопада 1941 року служив на окупованій території СРСР, в рядах 57-го батальйону шутцтманншафту, брав участь у антипартизанських операціях «Бліц», «Котбус», «Герман», «Отто». З липня 1944 року командував поліцейською бригадою, переведеною 1 серпня 1944 року у війська СС.
З 18 серпня 1944 року по 31 грудня 1944 командир 30-ї гренадерської дивізії СС, потім (з 10 лютого по квітень 1945) командував 30-ю дивізією СС.
Після війни жив у Баварії.

## Нагороди
- Медаль «У пам'ять 1 жовтня 1938»
- Хрест Воєнних заслуг
  - 2-го класу з мечами (15 червня 1942)
  - 1-го класу з мечами (20 квітня 1943)
- Медаль «За зимову кампанію на Сході 1941/42» (15 серпня 1942)
- Залізний хрест
  - 2-го класу (6 січня 1943)
  - 1-го класу (15 липня 1943)
- Штурмовий піхотний знак в сріблі (21 червня 1943)
- Нагрудний знак «За поранення» в чорному (10 січня 1944)
- Німецький хрест в золоті (11 квітня 1944)
- Відзнака для східних народів кожного класу з мечами